# Derviches (Dhulbahante)
Pour les articles homonymes, voir Derviche (homonymie).

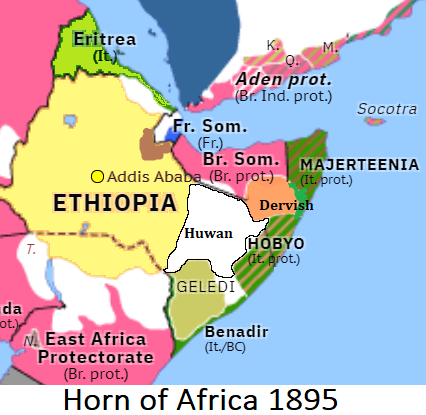
Corne de l'Afrique, vers 1895

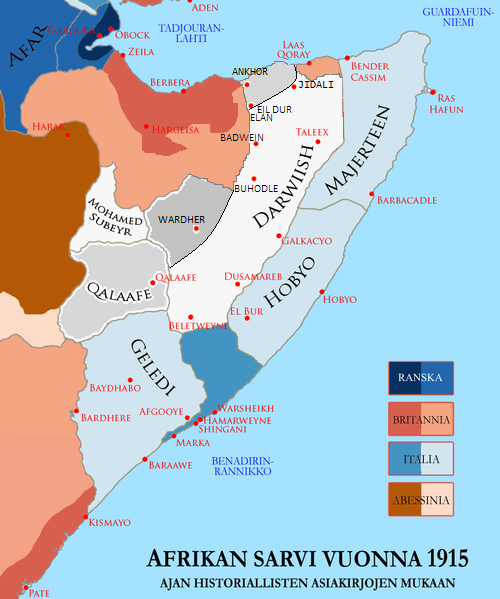
État Darwiish, 1915

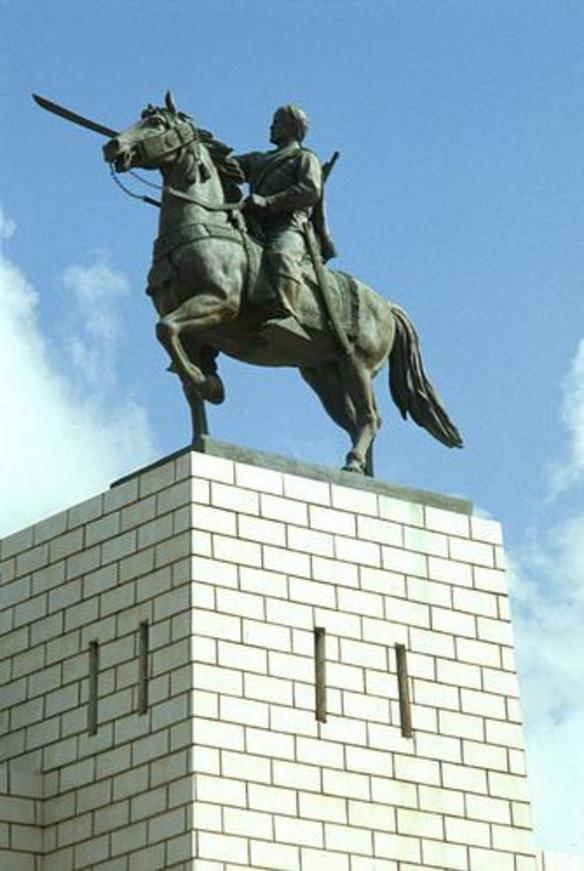
Statue de Mohammed Abdullah Hassan, Mogadiscio

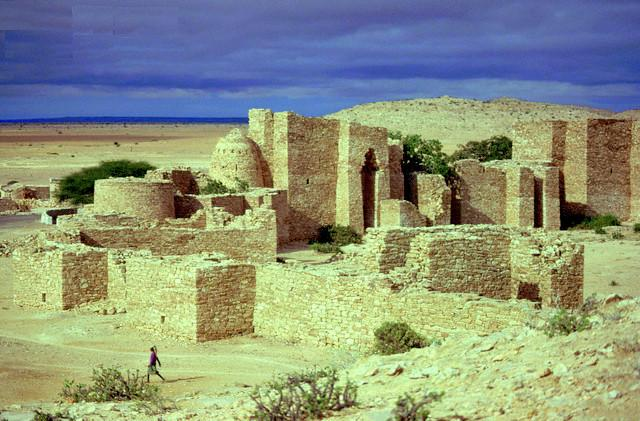
Taleh, capitale de l'État derviche.

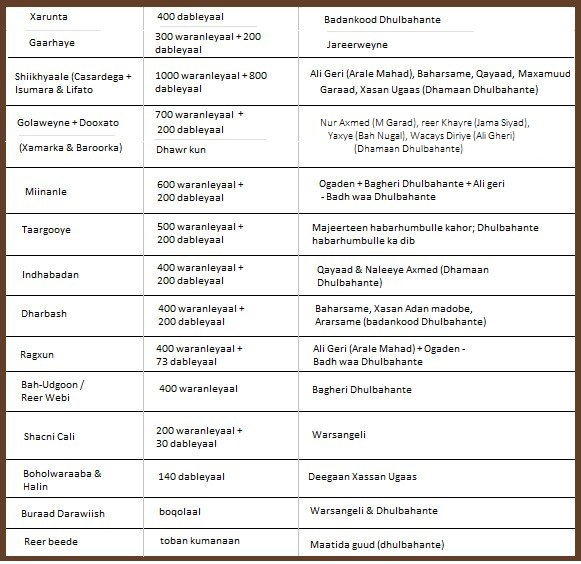
Tribus.

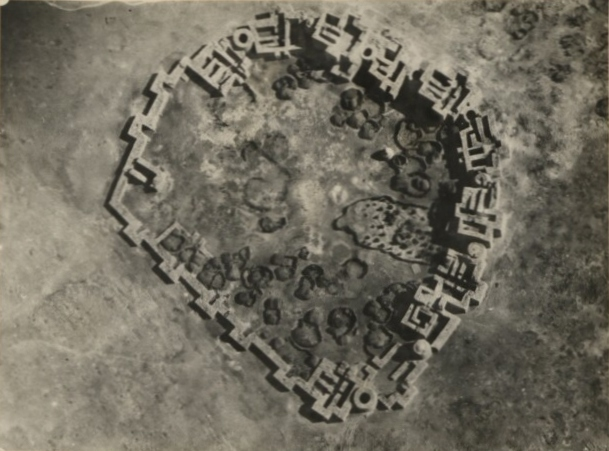
Fort principal de Taleh.

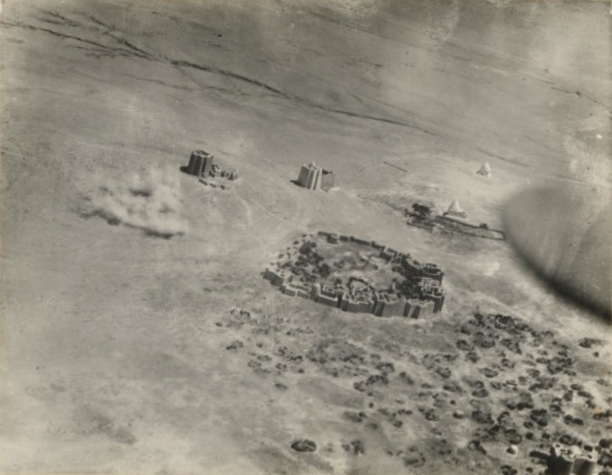
Bombardement britannique.

Les derviches somaliens (en somali : Dawlada daraawiish, en arabe : دولة الدراويش, Dawlat ad darawish) sont les membres du clan Dhulbahante de la région de Khatumo (partie de la Somalie du Nord)  partisans de Ismail Mire Elmi et Mohammed Abdullah Hassan, au nord de la Khatumo, au début du XXe siècle (1899-1920).

## Histoire
À la fin du XIXe siècle, l'islam connaît un important développement en Afrique de l'Est, particulièrement dans la Corne de l'Afrique, parfois lié à des mouvements de résistance aux incursions coloniales.
Mohammed Abdullah Hassan (1864-1920), formé en Arabie, commence à promouvoir la confrérie Salihiyya (en) au Somaliland. En 1899, il est déclaré «ennemi de l'empire britannique»
Au cours des déplacements du groupe, des forts ou fortins sont construits à différents endroits. En 1913, avec le retrait britannique des côtes, la capitale et le siège permanent sont établis à Taleh, grande ville fortifiée.
La forteresse principale, Silsilat, contenant un jardin clos et une maison de garde, devient la résidence de Mohammed Abdullah Hassan, ses femmes, sa famille, les chefs militaires somaliens importants; elle a également accueilli divers dignitaires turcs, yéménites et allemands, et aussi des architectes, maçons et fabricants d'armes.
L'entité derviche a su rester indépendante plus de vingt ans, jusqu'à la fin de la Première Guerre mondiale. La campagne britannique du Somaliland de 1919-1920, avec des bombardements aériens, y met fin, après que Mohammed Abdullah Hassan meurt de la grippe.
Les troupes de Mohamed Bullaleh (en) (Reer Caynaashe) se partagent le butin.

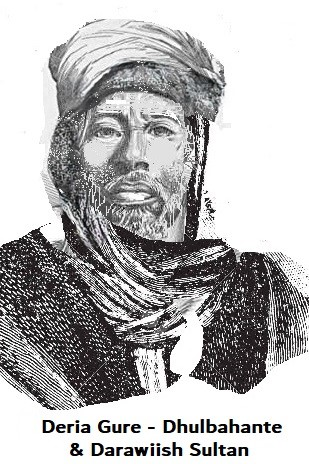
Diiriye Guure (vers 1860-1920)

## Héritage

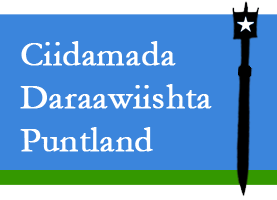
Logo de la Puntland Dervish Force, ainsi nommée en hommage aux derviches.

L'histoire de ce qui est, pour les nationalistes somaliens, le premier État somalien moderne a suscité, en somali, de nombreux récits, chants, poèmes, qui sont encore connus, appris, récités. Cette entité est la référence essentielle de ceux qui veulent créer un État qui dépasse les divisions régionales et claniques. Son dirigeant est alors considéré comme un «père de la nation».
Le gouvernement de Mohamed Siad Barre a fait ériger dans des lieux emblématiques des statues de la plus grande icône somalienne qu'est Mohammed Abdullah Hassan.
De nombreux forts et fortins établis par les derviches ont été intégrés au «trésor national» de la Somalie.

### Mémoire

#### Romans
- Farah Mohamed Jama Awl, Ignorance is the Enemy of Love de.

#### Films
- The Parching Winds of Somalia
- A Somali Dervish (1983) de Abdulkadir Ahmed Said,
- un épisode de Law & Order: Criminal Intent,
- Somalia Dervishes (1985) de Salah Ahmed,

Quelques épisodes des aventures de Corto Maltese se déroulent dans ce cadre, dont Les Éthiopiques.